# Actenoides hombroni
Actenoides hombroni, conhecido como martim-caçador-de-barrete-azul ou guarda-rios-de-mindanau é uma espécie de ave da família Alcedinidae.
É endémica das Filipinas. Os seus habitats naturais são: florestas subtropicais ou tropicais húmidas de baixa altitude e regiões subtropicais ou tropicais húmidas de alta altitude. Está ameaçada por perda de habitat.